# 古植物学
古植物学是一门研究地球历史上植物的形态、构造、分类、分布以及演化关系，是植物学和古生物学的分支学科。古植物学通过对植物化石的收集、研究和解释，得出植物的进化过程，同时还能够重塑古环境。

## 植物化石
植物化石的保存方式通常有三种：印痕化石、压型化石和石化：
- 印痕化石是植物遗体留在岩石上的印痕，是植物体在未固结的沉积物上经过复杂的物理化学作用下的结果。
- 压型化石也称煤化遗体，是植物的茎、叶在沉积物中被压实而呈扁平状态的化石。如果植物尚未形成煤层的话，则压型化石常和印痕化石同时存在。
- 石化指植物的组织完全或部分的被矿物质所取代，使细胞结构完整的保存下来。

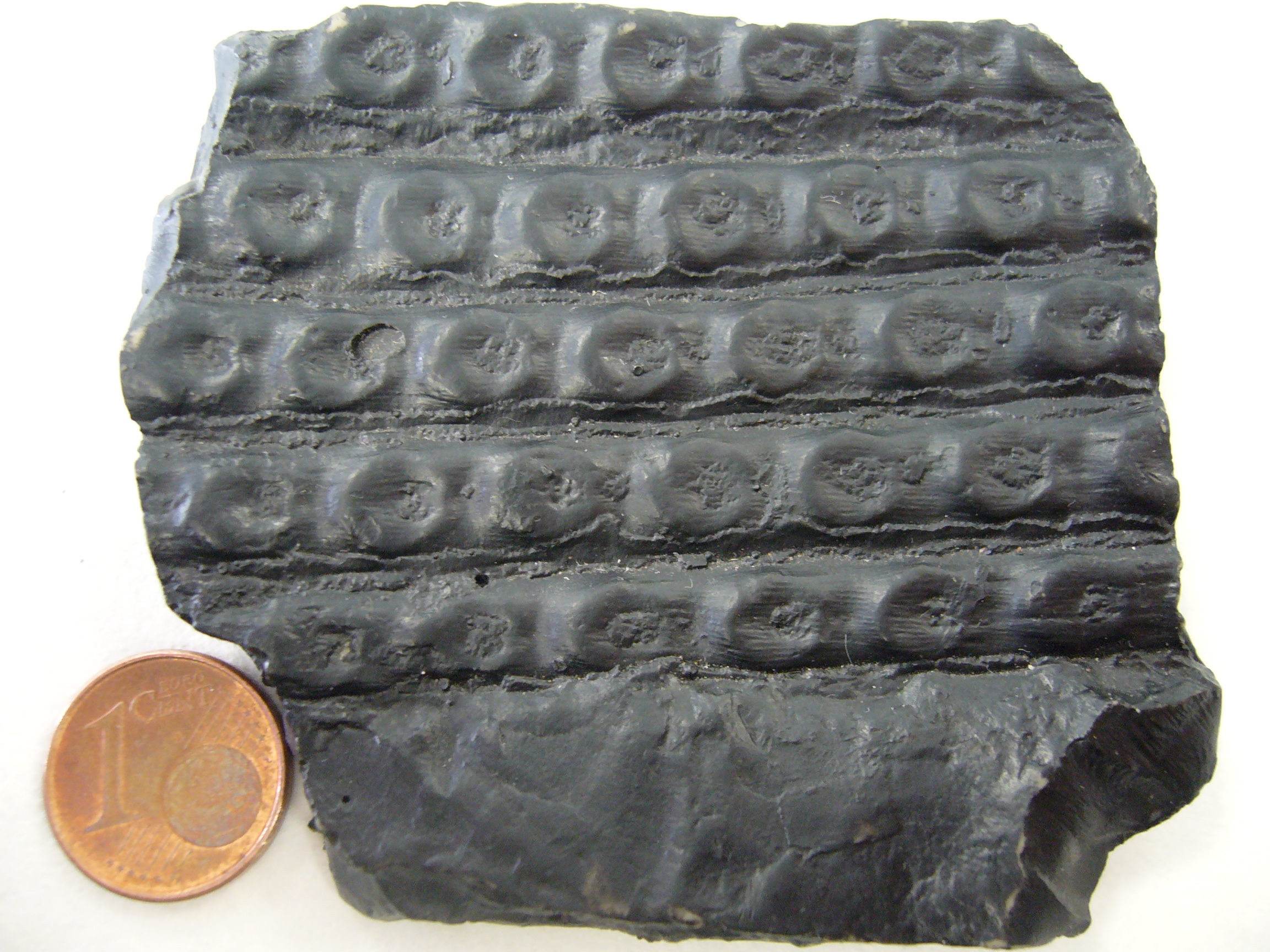
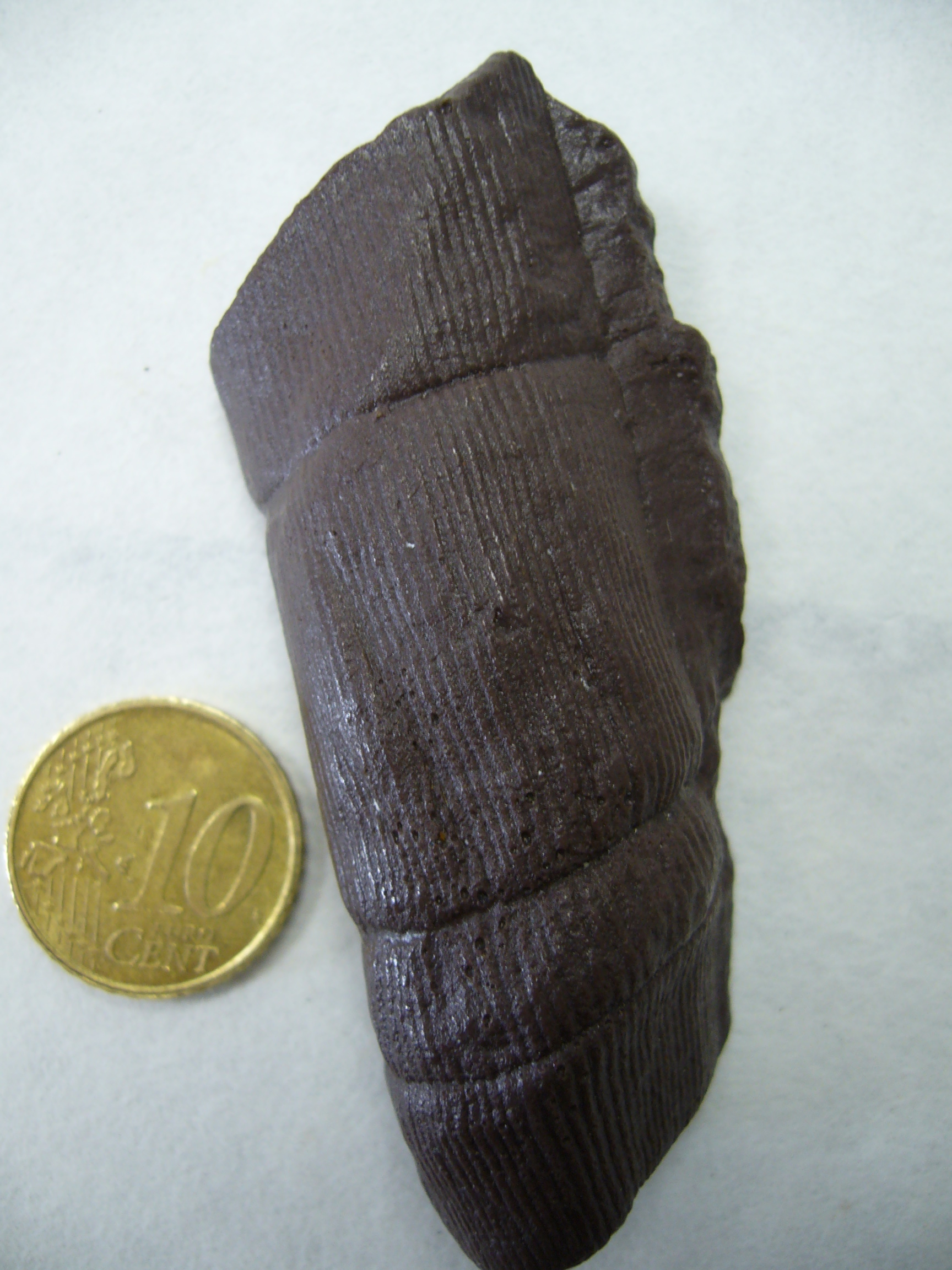
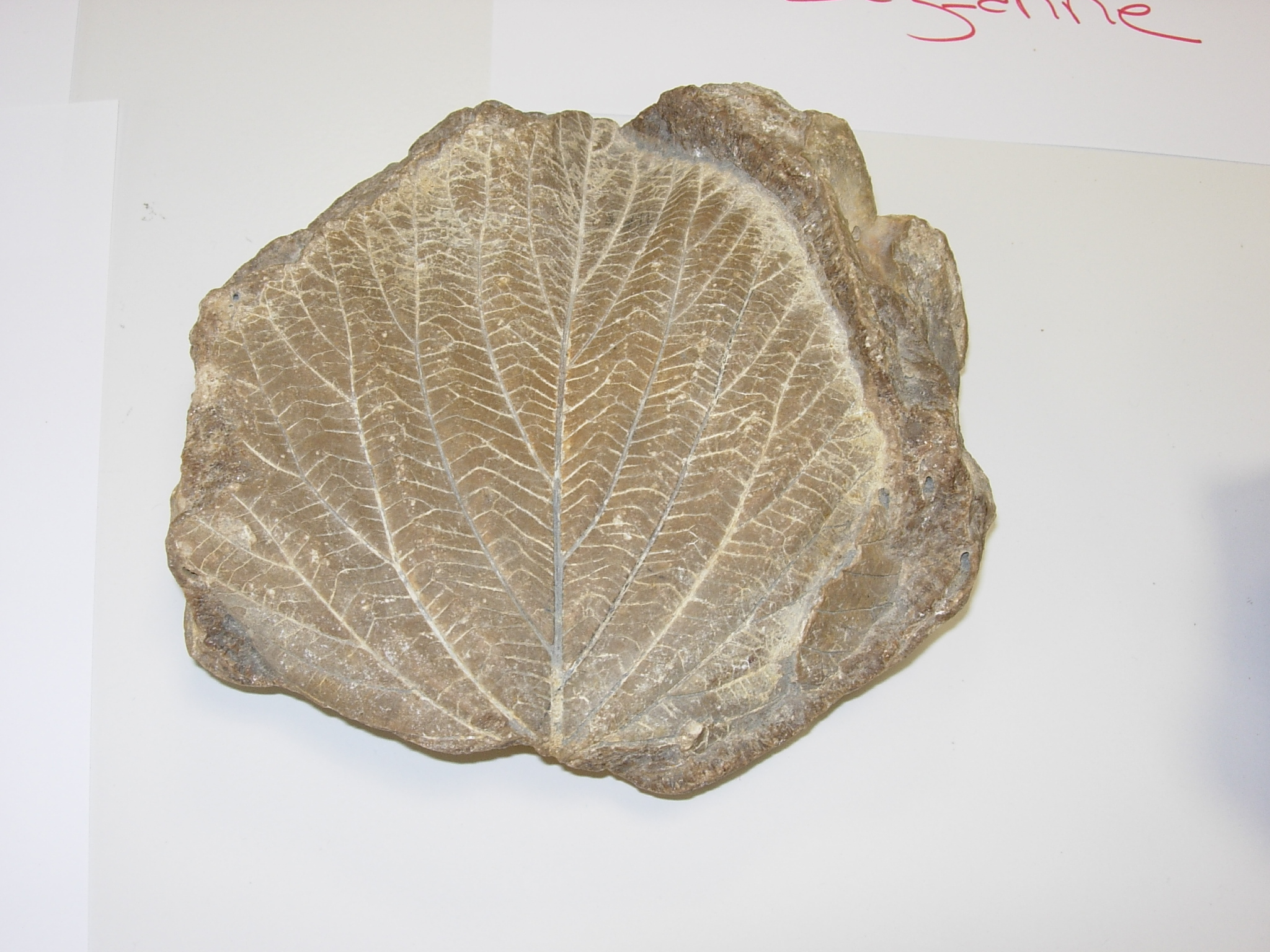
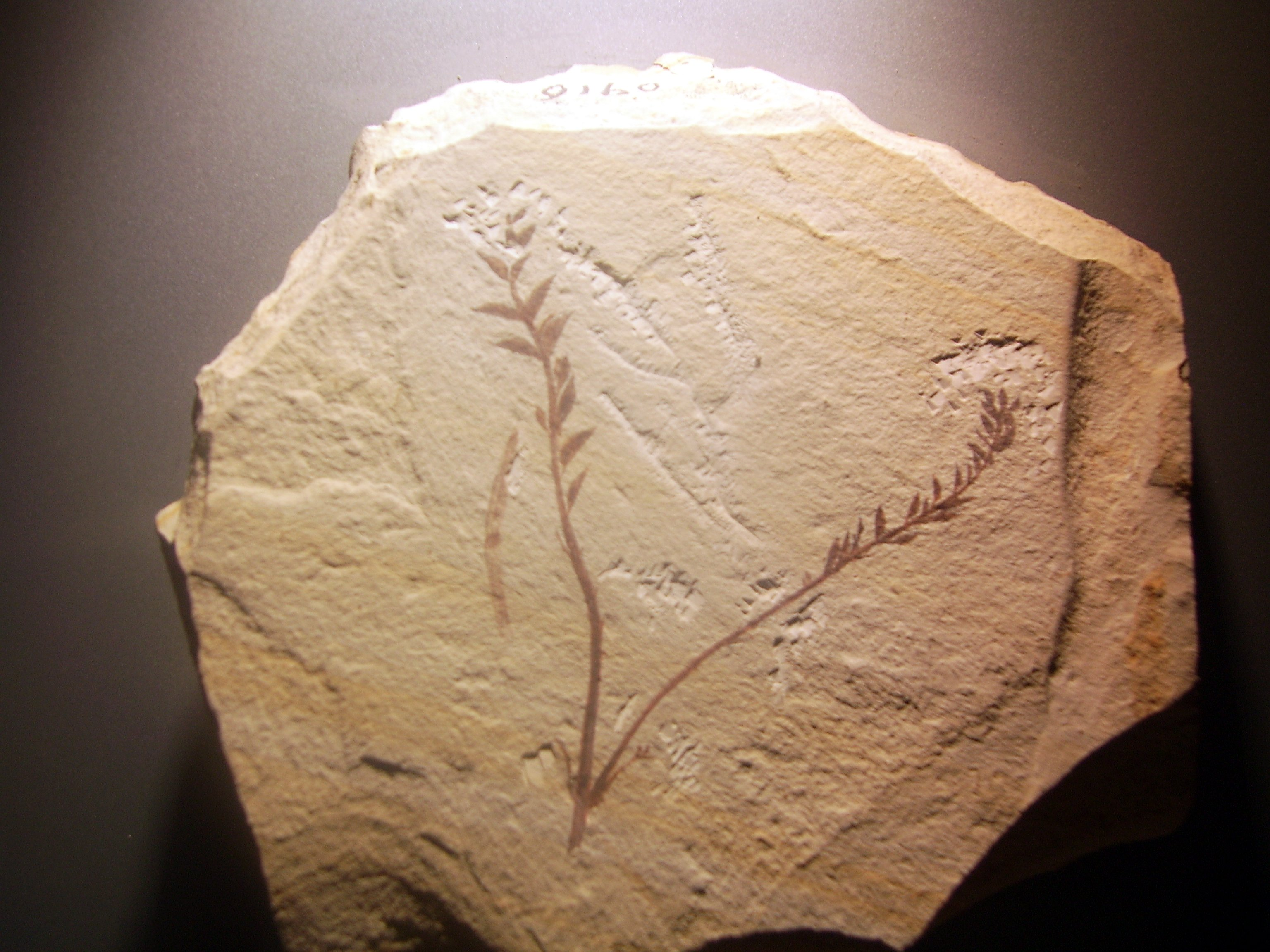